# NGC 2763
NGC 2763 ist eine Balken-Spiralgalaxie mit ausgedehnten Sternentstehungsgebieten vom Hubble-Typ SBc im Sternbild Hydra südlich der Ekliptik. Sie ist schätzungsweise 76 Millionen Lichtjahre von der Milchstraße entfernt und hat einen Durchmesser von etwa 50.000 Lj.
Das Objekt wurde am 8. Februar 1785 von dem Astronomen William Herschel mit einem 48-cm-Teleskop entdeckt.

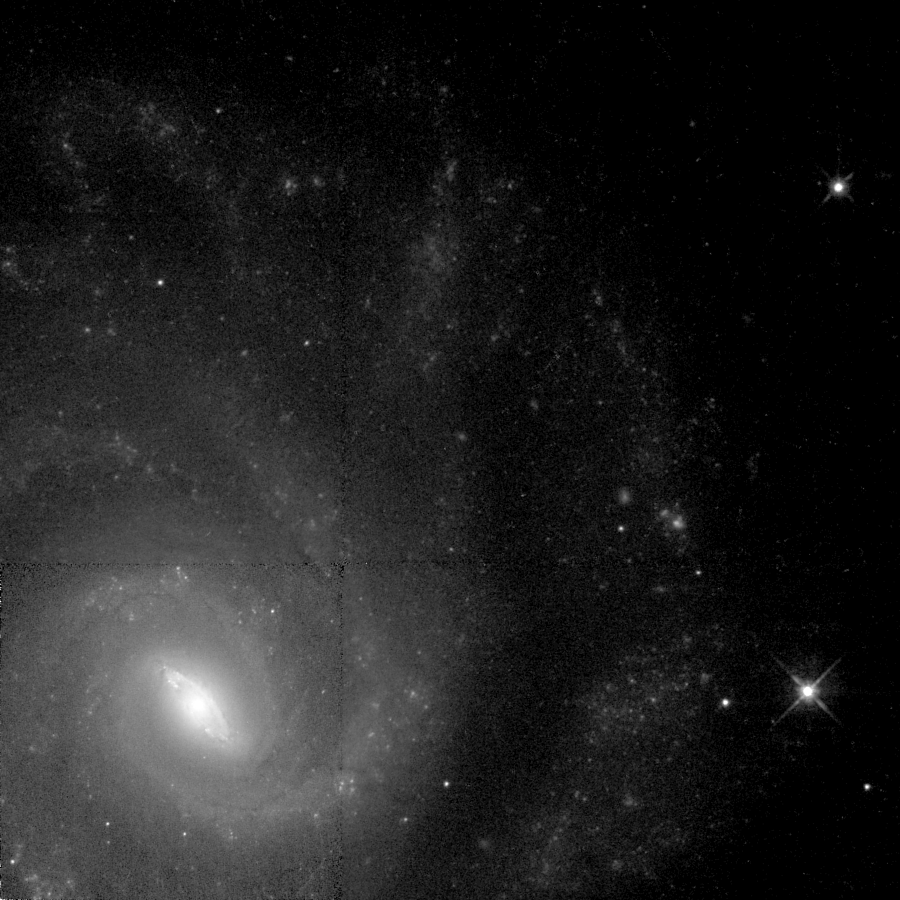
Aufnahme des Hubble-Weltraumteleskops

## NGC 2763-Gruppe (LGG 170)
| Galaxie   | Alternativname | Entfernung / Mio. Lj |
| --------- | -------------- | -------------------- |
| NGC 2763  | PGC 25570      | 76                   |
| NGC 2781  | PGC 25907      | 83                   |
| PGC 25903 | MCG -02-24-001 | 83                   |
| PGC 25938 | MCG -02-24-003 | 84                   |